# Yan Zi
Yan Zi (chinesisch 晏紫, Pinyin Yàn Zǐ; * 12. November 1984 in Sichuan) ist eine ehemalige chinesische Tennisspielerin. Seit 2016 ist sie die Teamchefin der Fed-Cup-Mannschaft von Hongkong.

## Karriere
Mit 22 Jahren gewann Yan Zi im Jahr 2005 in Guangzhou ihren einzigen Einzeltitel auf der WTA Tour. Im Januar 2006 erreichte sie zum ersten Mal die Top 100 der Tennis-Weltrangliste. Im Februar 2007 fiel sie wieder auf Rang 262 zurück, um nach sehr guten Resultaten im restlichen Jahr unter die 100 Besten zurückzukehren; hauptsächlich durch ihr gutes Abschneiden beim Kanada Masters, wo sie erst im Semifinale der ehemaligen Weltranglistenersten Justine Henin mit 3:6 und 0:6 unterlag. Im Mai 2008 erreichte Yan Zi mit Rang 40 ihre Bestmarke in der WTA-Weltrangliste.
Im Doppel hat sie bessere Ergebnissen vorzuweisen. In der Doppel-Weltrangliste erreichte sie im Juli 2006 mit Platz 4 ihre höchste Position. Mit ihrer (bis 2008) ständigen Doppelpartnerin Zheng Jie gewann sie 2006 zwei Grand-Slam-Turniere, die Australian Open und die Wimbledon Championships. Die Saison 2006 war mit insgesamt sechs Titeln (einschließlich der beiden Grand-Slam-Erfolge) ihre bislang erfolgreichste auf der Tour.
Das Jahr 2007 verlief kaum schlechter. Sie gewann sechs Doppeltitel, darunter auch den beim zur Masters-Serie zählenden Turnier in Charleston. Bei den US Open gelang ihr 2008 mit Zheng Jie, mit der sie bereits elf Titel auf der Tour erringen konnte, der Einzug ins Viertelfinale. Sie unterlagen dort den späteren Turniersiegerinnen Cara Black und Liezel Huber.
Bei den Olympischen Spielen 2008 in Peking erreichte sie mit Zheng Jie das Halbfinale, in dem sie Anabel Medina und Virginia Ruano mit 4:6, 6:7 unterlag. Im Spiel um Platz drei gegen Aljona und Kateryna Bondarenko gewannen die Chinesinnen die Bronzemedaille.
Im Mai 2011 schied sie im Einzel zweimal bereits in der Qualifikation aus. In Rom trat sie bei ihrer Erstrundenniederlage im Doppel zum vorläufig letzten Mal an.
Denn am 17. Januar 2012 wurde Yan Zi Mutter. Bereits im September desselben Jahres kehrte sie dann auf die Tour zurück, seit 2013 trat sie allerdings nur noch in der Doppelkonkurrenz an. Ihr letztes Profimatch spielte sie im August 2013 bei einem Challenger-Turnier in China. Seit August 2014 wird sie nicht mehr in den Weltranglisten geführt.

## Turniersiege

### Einzel
| Nr. | Datum           | Turnier   | Kategorie    | Belag     | Finalgegnerin          | Ergebnis         |
| --- | --------------- | --------- | ------------ | --------- | ---------------------- | ---------------- |
| 1.  | 2. Oktober 2005 | Guangzhou | WTA Tier III | Hartplatz | Nuria Llagostera Vives | 6:4, 4:0 Aufgabe |

### Doppel
| Nr. | Datum              | Turnier           | Kategorie         | Belag     | Partnerin             | Finalgegnerinnen                           | Ergebnis          |
| --- | ------------------ | ----------------- | ----------------- | --------- | --------------------- | ------------------------------------------ | ----------------- |
| 1.  | Juni 2001          | Hohhot            | ITF $10000        | Sand      | Zheng Jie             | Chen Yan Sun Tiantian                      | 6:4, 2:6, 6:3     |
| 2.  | Februar 2002       | Tipton            | ITF $10000        | Hartplatz | Zheng Jie             | Tessy van de Ven Suzanne van Hartingsveldt | 6:1, 6:3          |
| 3.  | April 2002         | Ho-Chi-Minh-Stadt | ITF $25000        | Hartplatz | Zheng Jie             | Ayami Takase Remi Tezuka                   | 6:1, 1:6, 6:2     |
| 4.  | April 2002         | Cagliari          | ITF $10000        | Sand      | Zheng Jie             | Li Na Li Ting                              | 6:4, 6:0          |
| 5.  | April 2002         | Tarent            | ITF $25000        | Sand      | Zheng Jie             | Eva Fislová Stanislava Hrozenská           | 6:2, 6:2          |
| 6.  | Mai 2002           | Maglie            | ITF $25000        | Sand      | Zheng Jie             | Edina Gallovits Magda Mihalache            | 6:4, 6:1          |
| 7.  | May 2002           | Shanghai          | ITF $25000        | Hartplatz | Zheng Jie             | He Chunyan Liu Wei-Juan                    | 6:2, 6:2          |
| 8.  | Mai 2002           | Tianjin           | ITF $25000        | Hartplatz | Zheng Jie             | Chan Chin-wei Chuang Chia-jung             | 6:0, 6:4          |
| 9.  | März 2003          | Redding           | ITF $25000        | Hartplatz | Zheng Jie             | Jennifer Hopkins Abigail Spears            | 7:63, 7:65        |
| 10. | Juni 2003          | Gorizia           | ITF $25000        | Sand      | Zheng Jie             | Li Ting Sun Tiantian                       | 7:65, 1:6, 6:4    |
| 11. | Juli 2003          | Orbetello         | ITF $50000        | Sand      | Zheng Jie             | Li Ting Sun Tiantian                       | 6:2, 7:5          |
| 12. | Oktober 2003       | Sedona            | ITF $50000        | Hartplatz | Zheng Jie             | Alina Schidkowa Rossana de los Ríos        | 7:62, 7:63        |
| 13. | Oktober 2003       | Paducah           | ITF $50000        | Hartplatz | Zheng Jie             | Kim Grant Samantha Reeves                  | 6:2, 6:3          |
| 14. | Oktober 2004       | Shenzhen          | ITF $50000        | Hartplatz | Zheng Jie             | Chuang Chia-jung Hsieh Su-Wei              | 6:3, 6:1          |
| 15. | 14. Januar 2005    | Hobart            | WTA Tier V        | Hartplatz | Zheng Jie             | Anabel Medina Garrigues Dinara Safina      | 6:4, 7:5          |
| 16. | 12. Februar 2005   | Hyderabad         | WTA Tier IV       | Hartplatz | Zheng Jie             | Li Ting Sun Tiantian                       | 6:4, 6:1          |
| 17. | Juni 2005          | Peking            | ITF $50000        | Hartplatz | Zheng Jie             | Li Ting Sun Tiantian                       | 6:1, 7:5          |
| 18. | November 2005      | Shenzhen          | ITF $50000        | Hartplatz | Hsieh Su-wei          | Chan Chin-wei Hsu Wen-hsin                 | 6:0, 6:2          |
| 19. | 27. Januar 2006    | Australian Open   | Grand Slam        | Hartplatz | Zheng Jie             | Lisa Raymond Samantha Stosur               | 2:6, 7:67, 6:3    |
| 20. | 14. Mai 2006       | Berlin            | WTA Tier I        | Sand      | Zheng Jie             | Jelena Dementjewa Flavia Pennetta          | 6:2, 6:3          |
| 21. | 21. Mai 2006       | Rabat             | WTA Tier IV       | Sand      | Zheng Jie             | Ashley Harkleroad Bethanie Mattek          | 6:1, 6:3          |
| 22. | 24. Juni 2006      | ’s-Hertogenbosch  | WTA Tier III      | Rasen     | Zheng Jie             | Ana Ivanović Maria Kirilenko               | 3:6, 6:2, 6:2     |
| 23. | 8. Juli 2006       | Wimbledon         | Grand Slam        | Rasen     | Zheng Jie             | Virginia Ruano Pascual Paola Suárez        | 6:3, 3:6, 6:2     |
| 24. | 26. August 2006    | New Haven         | WTA Tier II       | Hartplatz | Zheng Jie             | Lisa Raymond Samantha Stosur               | 6:4, 6:2          |
| 25. | 15. April 2007     | Charleston        | WTA Tier I        | Sand      | Zheng Jie             | Peng Shuai Sun Tiantian                    | 7:5, 6:0          |
| 26. | 26. Mai 2007       | Straßburg         | WTA Tier III      | Sand      | Zheng Jie             | Alicia Molik Sun Tiantian                  | 6:3, 6:4          |
| 27. | 30. September 2007 | Guangzhou         | WTA Tier III      | Hartplatz | Peng Shuai            | Vania King Sun Tiantian                    | 6:3, 6:4          |
| 28. | 7. Oktober 2007    | Tokio             | WTA Tier III      | Hartplatz | Sun Tiantian          | Chuang Chia-jung Vania King                | 1:6, 6:2, [10:6]  |
| 29. | 14. Oktober 2007   | Bangkok           | WTA Tier III      | Hartplatz | Sun Tiantian          | Ayumi Morita Junri Namigata                | kampflos          |
| 30. | 11. Januar 2008    | Sydney            | WTA Tier II       | Hartplatz | Zheng Jie             | Tetjana Perebyjnis Tazzjana Putschak       | 6:4, 7:65         |
| 31. | 24. Mai 2008       | Straßburg         | WTA Tier III      | Sand      | Tetjana Perebyjnis    | Chuang Chia-jung Chan Yung-jan             | 6:4, 6:73, [10:6] |
| 32. | 9. August 2009     | Los Angeles       | WTA Premier       | Hartplatz | Chuang Chia-jung      | Marija Kirilenko Agnieszka Radwańska       | 6:0, 4:6, [10:7]  |
| 33. | 11. April 2010     | Ponte Vedra Beach | WTA International | Sand      | Bethanie Mattek-Sands | Chuang Chia-jung Peng Shuai                | 4:6, 6:4, [10:8]  |

## Karrierestatistik und Turnierbilanz
Doppel 
| Turnier                   | 2003              | 2004              | 2005              | 2006              | 2007              | 2008              | 2009              | 2010              | 2011              | 2012              | 2013              | T / T      | S/N        | Sieg%      |
| ------------------------- | ----------------- | ----------------- | ----------------- | ----------------- | ----------------- | ----------------- | ----------------- | ----------------- | ----------------- | ----------------- | ----------------- | ---------- | ---------- | ---------- |
| Australian Open           | –                 | VF                | 1                 | S                 | HF                | AF                | AF                | VF                | 2                 | –                 | 1                 | 1 / 9      | 23:8       | 74 %       |
| French Open               | –                 | 1                 | AF                | HF                | 1                 | AF                | VF                | AF                | –                 | –                 | –                 | 0 / 7      | 13:7       | 65 %       |
| Wimbledon                 | –                 | AF                | AF                | S                 | VF                | AF                | AF                | 2                 | –                 | –                 | 1                 | 1 / 8      | 18:7       | 72 %       |
| US Open                   | 1                 | 2                 | VF                | VF                | 2                 | VF                | VF                | 2                 | –                 | –                 | –                 | 0 / 8      | 15:8       | 65 %       |
| Tour Championships        | –                 | –                 | –                 | HF                | –                 | –                 | –                 | –                 | –                 | –                 | –                 | 0 / 1      | 0:1        | 0 %        |
| Doha                      | andere Kategorie  | andere Kategorie  | andere Kategorie  | andere Kategorie  | andere Kategorie  | AF                | n. a. bzw. a. K.  | n. a. bzw. a. K.  | n. a. bzw. a. K.  | –                 | –                 | 0 / 1      | 1:1        | 50 %       |
| Dubai                     | andere Kategorie  | andere Kategorie  | andere Kategorie  | andere Kategorie  | andere Kategorie  | andere Kategorie  | 1                 | 1                 | AF                | a. K.             | a. K.             | 0 / 3      | 1:3        | 25 %       |
| Indian Wells              | –                 | –                 | –                 | AF                | VF                | F                 | AF                | HF                | 1                 | –                 | –                 | 0 / 6      | 11:6       | 65 %       |
| Miami                     | –                 | VF                | –                 | 1                 | VF                | 1                 | 1                 | 1                 | AF                | –                 | –                 | 0 / 7      | 5:7        | 42 %       |
| Charleston                | –                 | 1                 | –                 | –                 | S                 | –                 | andere Kategorie  | andere Kategorie  | andere Kategorie  | andere Kategorie  | andere Kategorie  | 1 / 2      | 4:1        | 80 %       |
| Berlin                    | –                 | VF                | –                 | S                 | AF                | 1                 | nicht ausgetragen | nicht ausgetragen | nicht ausgetragen | nicht ausgetragen | nicht ausgetragen | 1 / 4      | 6:2        | 75 %       |
| Madrid                    | n. a. bzw. a. K.  | n. a. bzw. a. K.  | n. a. bzw. a. K.  | n. a. bzw. a. K.  | n. a. bzw. a. K.  | n. a. bzw. a. K.  | 1                 | AF                | VF                | –                 | –                 | 0 / 3      | 3:3        | 50 %       |
| Rom                       | –                 | 1                 | 1                 | –                 | VF                | AF                | –                 | VF                | 1                 | –                 | –                 | 0 / 6      | 4:6        | 40 %       |
| Kanada                    | –                 | –                 | –                 | VF                | VF                | –                 | 1                 | HF                | –                 | –                 | –                 | 0 / 4      | 5:4        | 56 %       |
| Cincinnati                | n. a. bzw. a. K.  | n. a. bzw. a. K.  | n. a. bzw. a. K.  | n. a. bzw. a. K.  | n. a. bzw. a. K.  | n. a. bzw. a. K.  | 1                 | AF                | –                 | –                 | –                 | 0 / 2      | 1:2        | 33 %       |
| Tokio                     | –                 | –                 | –                 | –                 | HF                | –                 | 1                 | –                 | –                 | –                 | –                 | 0 / 2      | 2:2        | 50 %       |
| Peking                    | nicht ausgetragen | nicht ausgetragen | nicht ausgetragen | nicht ausgetragen | nicht ausgetragen | nicht ausgetragen | HF                | 1                 | –                 | 1                 | –                 | 0 / 3      | 3:3        | 50 %       |
| Zürich                    | –                 | –                 | –                 | VF                | –                 | n. a. bzw. a. K.  | n. a. bzw. a. K.  | n. a. bzw. a. K.  | n. a. bzw. a. K.  | n. a. bzw. a. K.  | n. a. bzw. a. K.  | 0 / 1      | 1:1        | 50 %       |
| Olympische Spiele         | n. a.             | VF                | nicht ausgetragen | nicht ausgetragen | nicht ausgetragen | B                 | nicht ausgetragen | nicht ausgetragen | nicht ausgetragen | –                 | n. a.             | 0 / 2      | 6:2        | 75 %       |
| Fed Cup                   | K1                | –                 | –                 | PO                | –                 | HF                | PO                | –                 | –                 | –                 | –                 | 0 / 4      | 3:1        | 75 %       |
| Statistik                 | Statistik         | Statistik         | Statistik         | Statistik         | Statistik         | Statistik         | Statistik         | Statistik         | Statistik         | Statistik         | Statistik         | S/N        | S/N        | Sieg%      |
| Gewonnene Titel           | 5                 | 1                 | 4                 | 6                 | 5                 | 2                 | 1                 | 1                 | 0                 | 0                 | 0                 | Gesamt: 25 | Gesamt: 25 | Gesamt: 25 |
| Gesamt-Siege/-Niederlagen | 48:22             | 29:20             | 41:17             | 52:18             | 39:13             | 39:15             | 33:23             | 38:22             | 8:11              | 1:2               | 2:5               | 330:168    | 330:168    | 66 %       |
| Jahresendposition         | 74                | 39                | 31                | 4                 | 15                | 13                | 23                | 22                | 91                | 528               | 372               | N/A        | N/A        | N/A        |

Zeichenerklärung: S = Turniersieg; F, HF, VF, AF = Einzug ins Finale / Halbfinale / Viertelfinale / Achtelfinale; 1, 2, 3 = Ausscheiden in der 1. / 2. / 3. Hauptrunde; KF (kleines Finale) = unterlegen im Spiel um Platz drei; RR = Round Robin (Gruppenphase); n. a. = nicht ausgetragen; a. K. = andere Kategorie; PO (Playoff) = Auf- und Abstiegsrunde im Billie Jean King Cup; K1, K2, K3 = Teilnahme in der Kontinentalgruppe I, II, III im Billie Jean King Cup.
Anmerkung: Diese Statistik berücksichtigt alle Ergebnisse im Einzel bei ITF- und WTA-Turnieren. Als Quelle dient die ITF-Seite der Spielerin. Dargestellt sind nur WTA-Turniere der Kategorie Tier I (bis 2008), die WTA-Turniere der Kategorien Premier Mandatory und Premier 5 (2009–2020).